# Akupresura
Ten artykuł opisuje teorie, metody lub czynności niezgodne ze współczesną wiedzą medyczną.

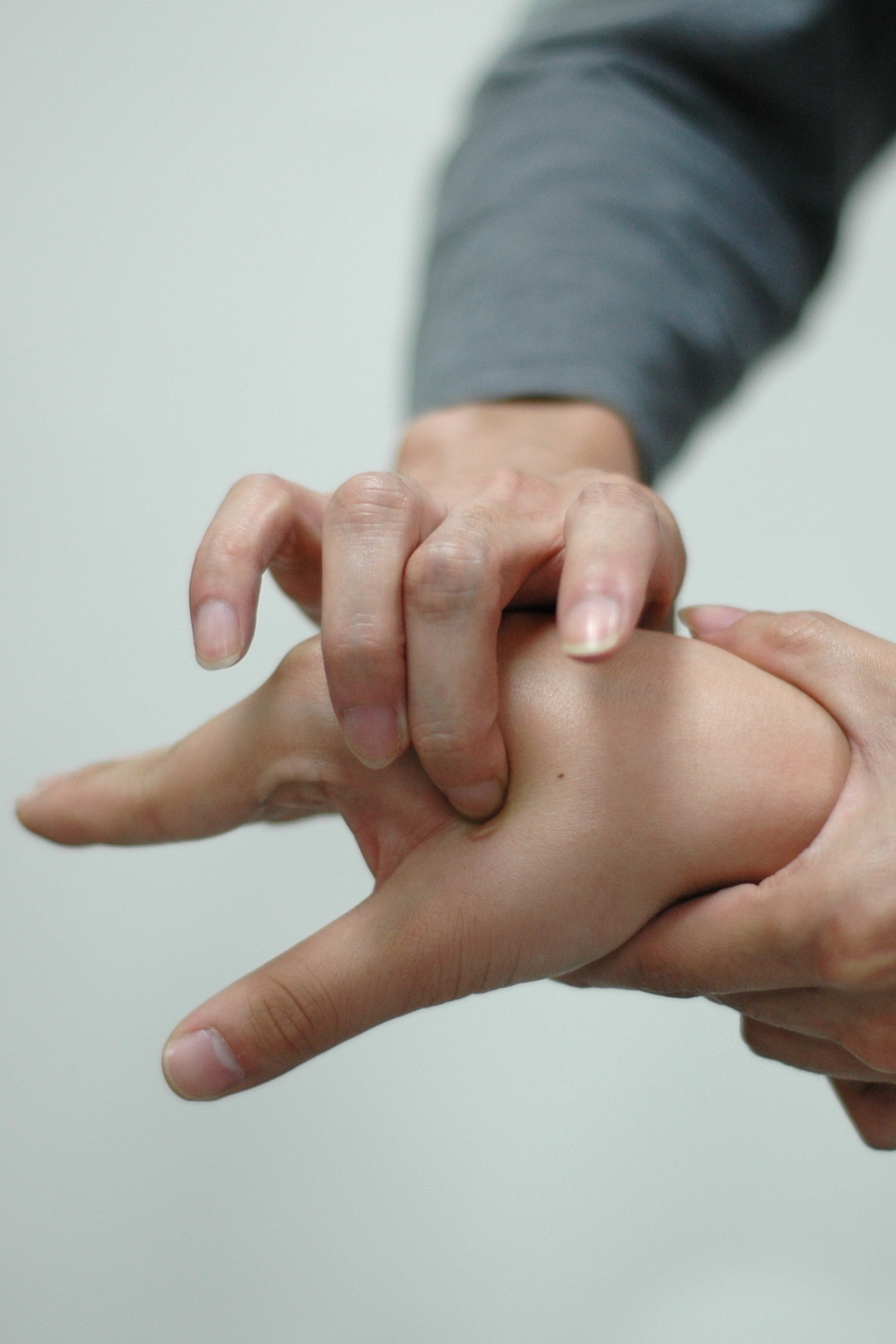
Naciskanie punktu akupunkturowego LI4

Akupresura – pseudomedyczna metoda leczenia pochodząca z Chin, znana już 7 tysięcy lat temu. Polega na dotykaniu, głaskaniu, uciskaniu lub opukiwaniu określonych miejsc na ciele człowieka. Akupresura jest "miękką" wersją akupunktury. Pomimo niewykazanej naukowo skuteczności, według jej zwolenników jest ona cennym uzupełnieniem medycyny konwencjonalnej.

## Domniemany mechanizm działania
Stosowanie akupresury często opiera się na koncepcjach zaczerpniętych z tradycyjnej medycyny chińskiej. Nie ma fizycznie weryfikowalnych anatomicznych ani histologicznych dowodów istnienia punktów akupunkturowych ani meridianów. Ewentualne obserwowane korzyści płynące z akupresury mogą wynikać z efektu placebo.

### Konwencja zachodnia
Metoda ta polega na naciskaniu ciała w odpowiednich punktach akupunkturowych, pobudzając zakończenia nerwowe znajdujące się w tych miejscach. Powstałe w ten sposób impulsy nerwowe, poprzez ośrodkowy układ nerwowy i korę mózgową miałyby docierać do chorego narządu. Wpływać miałoby to na zmniejszenie bólu i poprawienie czynności danego narządu.

### Konwencja chińska
Sposób ten polega na dotknięciach, które miałyby odblokowywać przepływ energii Yin i yang i prowadzić do jej zrównoważenia. Według chińskiej medycyny brak tej równowagi jest przyczyną większości chorób somatycznych.

## Nazwa
Nazwa "akupresura" utworzona jest na wzór terminu akupunktura i w rzeczywistości znaczy "naciskanie igłą" (acu to narzędnik od łac. acus, igła).